# École des hautes études en sciences sociales
De École des hautes études en sciences sociales (afgekort EHESS) is een Franse universiteit, die per decreet werd opgericht in 1975. Het is een van de universiteiten die opleiding en onderzoek tot taak hebben.
De school heeft als doelstelling het onderzoek en vorming op gebied van sociale wetenschap: geschiedenis, sociologie, economie, antropologie, demografie, aardrijkskunde, archeologie, psychologie, linguïstiek, filosofie, rechten en wiskunde. Studenten volgen vakken in verschillende disciplines en ronden ieder vak af met een onderzoekspaper. De faculteitsleden (die "directeurs d'études" worden genoemd) geven les door over hun lopende onderzoek te vertellen.

## Geschiedenis
In 1947 werd de Franse sociaalhistoricus Lucien Febvre benoemd tot de allereerste president van de Parijse École pratique des hautes études. Febvre was een van de oprichters geweest van de Annales-school en met zijn benoeming kreeg deze beweging binnen de geschiedwetenschap ook een institutionele basis. In 1975 verkreeg de universiteit haar huidige naam en onder Febvre's opvolger Fernand Braudel ontwikkelde de instelling zich tot een toonaangevend internationaal centrum voor onderzoek in de Sociale wetenschappen. Onder Braudel kwam ook het geld bijeen voor de bouw van het schoolgebouw aan de Boulevard Raspail.

## Enkele bekende alumni en medewerkers
Faculteitsleden van verschillende disciplines zijn internationaal geroemd vanwege hun onderzoek: zoals op het gebied van economie, Thomas Piketty, en Nobelprijswinnaar Jean Tirole; historici zoals Fernand Braudel en Lucien Febvre; de antropologen Claude Lévi-Strauss, Eduardo Viveiros de Castro en Marcel Mauss, sociologen als Pierre Bourdieu, Edgar Morin en Alain Touraine; de filosoof Jacques Derrida, en interdisciplinaire onderzoekers zoals Raymond Aron. Ook de Nederlandse historicus en politiek filosoof Luuk van Middelaar, en de Nederlandse journalisten Willem van Ewijk en Marijn Kruk studeerden er.

## Faculteit
Vroegere en huidige faculteitsleden:
| - Maurice Aymard - Roland Barthes - Fernand Braudel - Pierre Bourdieu - François Bourguignon - Manuel Castells | - Cornelius Castoriadis - Annie Cohen-Solal - Jacques Derrida - Willem van Ewijk - Daniel Fabre - Lucien Febvre | - Jean-Louis Flandrin - Willem Frijhoff - François Furet - Gérard Genette - Maurice Godelier - Jacques Le Goff - Marijn Kruk - Milan Kundera - Jacques Lacan | - Pierre Manent - Bernard Manin - Luuk van Middelaar - Claude Lefort - Thomas Piketty - Jacques Revel - Emmanuel Le Roy Ladurie - Cheick Oumar Sissoko |